# Rod Steiger
Rodney Stephen Steiger (Westhampton, Nova Iorque, 14 de abril de 1925 — Los Angeles, 9 de julho de 2002) foi um ator norte-americano.

## Carreira
Rod Steiger se mudou com sua mãe para Newark, Nova Jersey depois que ela se divorciou. Saiu da Westside High School aos 16 anos e ingressou na Marinha. Com isso viu a ação no Pacífico a bordo de um destroyer. Retornou a Nova Jersey depois da guerra e trabalhou para o VA, em seguida se juntou a um grupo de teatro amador e, após isso, usando de recursos como participante da guerra entrou para o famoso Actors Studio.
Sua primeira atuação em filmes foi no começo dos anos 50. Seu primeiro grande papel foi em "Teresa", de 1951, mas seu primeiro papel principal foi na versão para a TV "The Philco Television Playhouse: Marty", em 1953. No entanto, a versão para o cinema do filme Marty, acabou premiando o ator Ernest Borgnine com o Oscar neste ano.
Sua carreira adquiriu impulso no ano seguinte, como sua participação no filme Sindicato de Ladrões, de Elia Kazan.
Em 1964 recebeu sua segunda indicação ao Oscar por seu papel no filme "O Homem do Prego".
Em 1967 atuou no que muitos consideram seu maior papel: o xerife Bill Gillespie em "No Calor da Noite", confrontando Sidney Poitier. Steiger levou para casa o Oscar de Melhor Ator por seu trabalho nesse filme.
Lhe foi oferecido o papel-título de Patton - Rebelde ou Herói? (1970), mas recusou-o, dizendo: "Eu não vou glorificar a guerra". O papel foi então dado a George C. Scott, que ganhou o Oscar por isso. Steiger chamou sua recusa de seu "ato mais idiota da carreira".
Steiger morreu em 9 de julho de 2002, aos 77 anos, vítima de insuficiência renal e pneumonia.

## Filmografia
Rod Stenger participou de dezenas de filmes, de 1951 a 2003.
- Teresa (1951)
- On the Waterfront (1954)
- Oklahoma! (1955)
- The Big Knife (1955)
- The Court-Martial of Billy Mitchell (1955)
- Jubal (1956)
- The Harder They Fall (1956)
- Back from Eternity (1956)
- The Unholy Wife (1957)
- Run of the Arrow (1957)
- Across the Bridge (1957)
- Cry Terror!" (1958)
- Al Capone (1959)
- Seven Thieves (1960)
- The World in My Pocket (1961)
- The Mark (1961)
- 13 West Street (1962)
- Convicts 4 (1962)
- The Longest Day (1962)
- Hands Over the City" (1963)
- Time of Indifference (1964)
- The Pawnbroker (1964)
- A Man Named John (1965)
- The Loved One (1965)
- Doctor Zhivago (1965)
- In the Heat of the Night (1967)
- The Girl and the General (1967)
- No Way to Treat a Lady (1968)
- The Sergeant (1968)
- The Illustrated Man (1969)
- Three Into Two Won't Go (1969)
- Waterloo (1970)
- A Fistful of Dynamite (1971)
- Happy Birthday, Wanda June (1971)
- The Moviemakers (1973) (curta metragem)
- Lolly-Madonna XXX (1973)
- The Heroes (1973)
- Mussolini ultimo atto (1974)
- Lucky Luciano (1974)
- Dirty Hands (1975)
- Hennessy (1975)
- W.C. Fields and Me (1976)
- Portrait of a Hitman (1977)
- Jesus of Nazareth (1977)
- F.I.S.T. (1978)
- Breakthrough (1979)
- The Amityville Horror (1979)
- Love and Bullets (1979)
- Klondike Fever (1980)
- The Lucky Star (1980)
- Lion of the Desert (1981)
- Cattle Annie and the Little Britches (1981)
- The Chosen (1981)
- The Magic Mountain (1982)
- The Naked Face (1984)
- Sword of Gideon (1986)
- Catch the Heat (1987)
- The Kindred (1987)
- American Gothic (1988)
- The Exiles (1989) (documentário) (narrador)
- That Summer of White Roses (1989)
- The January Man (1989)
- Tennessee Nights (1989)
- Try This One for Size (1989)
- In the Line of Duty: Manhunt in the Dakotas (1991)
- Men of Respect (1991)
- The Ballad of the Sad Cafe (1991)
- Guilty as Charged (1991)
- The Player (1992) (Participação)
- The Neighbor (1993)
- Living on Borrowed Time (1993)
- Tales of the City (1993) (Participação)
- The Last Tattoo (1994)
- The Specialist (1994)
- Captain Nuke and the Bomber Boys (1995)
- Seven Sundays (1995)
- Carpool (1996)
- Shiloh (1996)
- Mars Attacks! (1996)
- The Kid (1997)
- Truth or Consequences, N.M (1997)
- Livers Ain't Cheap (1997)
- Off the Menu: The Last Days of Chasen's (1997) (documentário)
- Incognito (1997)
- The Snatching of Bookie Bob (1998) (curta metragem)
- Alexandria Hotel (1998)
- Animals and the Tollkeeper (1998)
- Modern Vampires (1998)
- Legacy (1998)
- Cypress Edge (1999)
- Crazy in Alabama (1999)
- Shiloh 2: Shiloh Season (1999)
- The Hurricane (1999)
- End of Days (1999)
- The Last Producer (2000)
- Lightmaker (2001)
- The Flying Dutchman (2001)
- A Month of Sundays (2001)
- The Hollywood Sign (2001)
- Muhammad Ali: Through the Eyes of the World (2001) (documentário)
- Poolhall Junkies (2003)